# Bratislava I

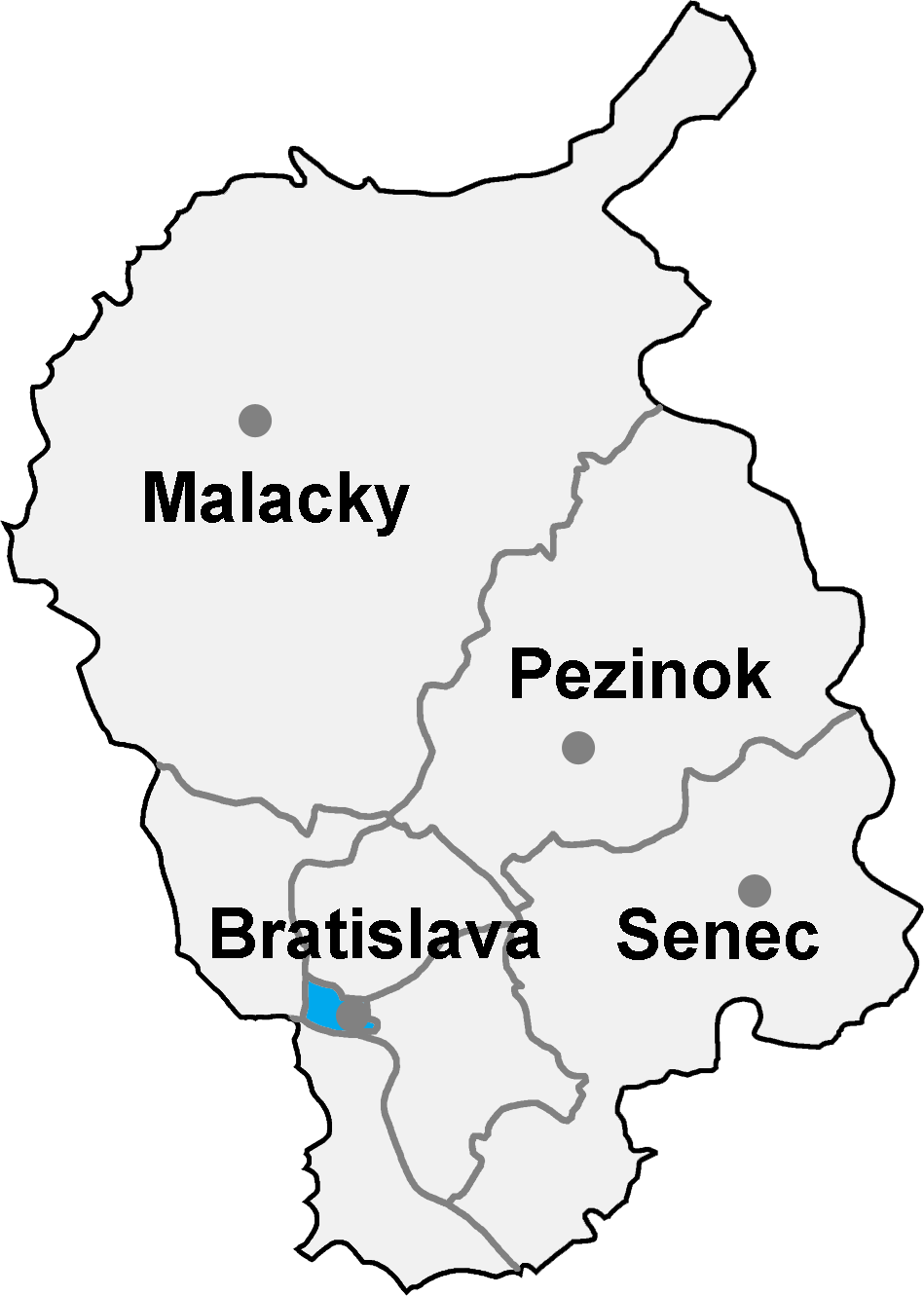
Districtul Bratislava I

Districtul Bratislava I (okres Bratislava I) este un district în Slovacia vestică, în Regiunea Bratislava, orașul Bratislava. Se învecinează cu districtele Bratislava II, Bratislava III, Bratislava IV și Bratislava V.

## Demografie
| An:                | 1994   | 2004    | 2014   | 2024    |
| ------------------ | ------ | ------- | ------ | ------- |
| Număr de persoane: | 48.036 | 42.858  | 38.988 | 47.635  |
| Diferență:         |        | −10,77% | −9,02% | +22,17% |

| An:                | 2023   | 2024   |
| ------------------ | ------ | ------ |
| Număr de persoane: | 47.375 | 47.635 |
| Diferență:         |        | +0,54% |